# Die Hand mit dem Messer
Die Hand mit dem Messer ist ein Märchen. Es stand in den Kinder- und Hausmärchen der Brüder Grimm nur in der 1. Auflage von 1812 an Stelle 8 (KHM 8a) und stammt aus Anne Grant of Laggans Essays on the superstitions of the highlanders of Scotland von 1811 (Band 1, S. 285–286).

## Inhalt
Ein Mädchen wird von der Mutter gegenüber drei Brüdern zurückgesetzt und muss täglich mit stumpfem Werkzeug Torf stechen. Doch ein Elf liebt sie und reicht ihr immer ein scharfes Messer aus dem Hügel heraus. Die Mutter ahnt, dass ihr jemand hilft. Sie schickt die Brüder nach, die ihr das Messer rauben, ihr Klopfzeichen nachmachen und die herausgestreckte Hand abschneiden. Der Elf glaubt sich verraten und zeigt sich nicht mehr.

## Herkunft
Grimms Anmerkung gibt als Quelle Anne Grant of Laggans essays on the superstitions of the highlanders of Scotland, London 1811. vol. 1, 285, 286 an, deren Zusammenfassung des Zaubermärchens Jacob Grimm relativ genau übersetzte. Es wurde, wie die meisten ausländischen Texte, ab der 2. Auflage durch ein anderes ersetzt (KHM 8 Der wunderliche Spielmann).
Vergleiche zur Handlung am ehesten KHM 130 Einäuglein, Zweiäuglein und Dreiäuglein.